# Salvia codazziana
Salvia codazziana là một loài thực vật có hoa trong họ Hoa môi. Loài này được Fern.Alonso miêu tả khoa học đầu tiên năm 1995.